# Swan River (Tasmansee)
Der Swan River ist ein Fluss im Osten des australischen Bundesstaates Tasmanien.

## Geografie

### Flusslauf
Der rund 58 Kilometer lange Swan River entspringt an den Osthängen des Mount St. John, westlich des Douglas-Apsley-Nationalparks, ungefähr 83 Kilometer südöstlich von Launceston. Von dort fließt er zunächst nach Süden und unterquert bei Cranbrook den Tasman Highway (A3). Weiter südlich, kurz bevor er die Great Oyster Bay erreichen würde, wendet er seinen Lauf nach Osten und durchfließt hinter dem Nine Mile Beach die Kings Bay und den Great Swanport. Am Ende des Nine Mile Beach biegt er wieder nach Süden ab und mündet in die Great Oyster Bay, eine Bucht der Tasmansee. Die Moulting Lagoon schließt sich nördlich an die Kings Bay und den Great Swanport an.

### Nebenflüsse mit Mündungshöhen
Er hat folgende Nebenflüsse:
- West Swan River – 55 m
- Blacks Creek – 38 m
- Freestone Creek – 15 m
- Cygnet River – 11 m
- Bluemans Creek – 1 m
- Wye River – 1 m
- Apsley River – 0 m

### Durchflossene Seen
Er durchfließt folgende Seen/Stauseen/Wassertümpel:
- Kings Bay – 0 m
- Great Swanport – 0 m